# Xã Lincoln, Quận O'Brien, Iowa
Xã Lincoln (tiếng Anh: Lincoln Township) là một xã thuộc quận O'Brien, tiểu bang Iowa, Hoa Kỳ. Năm 2010, dân số của xã này là 177 người.